# Erik Thorvaldsson
Erik Thorvaldsson (Eirikr inn Rauda, azaz Vörös Erik, 950? – 1003/1004) viking hajós, Grönland felfedezője.
Erik Norvégia déli részén született, családja Izlandon telepedett le, miután apját, Thorvald Asvalddsont gyilkosságért száműzték Norvégiából. Magát Eriket 982-ben szintén gyilkosságért száműzték Izlandról három évre. Ekkor felfedezőútra indult abba az irányba, ahol Gunnbjorn Olafsson ötven évvel korábban látni vélt néhány szigetet. Ebben az irányban Erik addig ismeretlen földet fedezett fel, a mai Grönlandot.
Három évet töltött el a szigeten. 985-ben száműzetésének ideje lejárt,[forrás?] ezért hazatért Izlandra. Itt azonban túl sok volt az ellensége, ezért elhatározta, új települést hoz létre az általa felfedezett földön, és azt akkori enyhe éghajlata és növénytakarója alapján Grönlandnak („zöld föld”) nevezte el.
Körülbelül 400–500 telepes követte Eriket Grönlandra, ahol két települést hoztak létre; mindkettő élén Erik állt. A telepesek főleg vadászattal és állattenyésztéssel tartották fenn magukat, később azonban szokatlanul hideg telek köszöntöttek rájuk. Néhányan közülük visszatértek Izlandra, a többiek azonban eltűntek: feltehetőleg éhen haltak vagy a környéken élő eszkimók ölték meg őket.[forrás?]
Eriknek négy gyermeke volt: Leif Eriksson, Thorvald Eriksson, Thorsteinn Eriksson és Freydís Eriksdottir.
Erik életéről a 11-12. század fordulóján két mű is keletkezett, a Vörös Erik sagája és A grönlandiak sagája.

## Magyarul
- Vörös Eirík története avagy Grönland és Amerika felfedezése a 10-11. században. Az izlandi, latin és rúnaírásos szövegforrások fordításaival, történelmi, hajózási és kartográfiai magyarázatokkal; ford., jegyz. Bernáth István, utószó Voigt Vilmos, szerk. Oross Jolán; Corvina, Bp., 2018 (Északi források)